# Rîbnița
Rîbnița (oroszul: Ры́бница, moldávul: Ры́бница, ukránul: Ри́бниця, jiddisül: ריבניץ, lengyelül: Rybnica) egy város Transznisztriában, Moldovában. A 2004-es transznisztriai népszámlálás adatai szerint a városnak 53 648 lakosa van. Rîbnița Transznisztria északi felében, a Dnyeszter bal partján található, és egy beton gát választja el a folyótól. A város a Rîbnița járás székhelye.

## Történelem
Rîbnița települést 1628-ban Rybnytsia nevű ruszin faluként alapították, nevének a jelentése "halászat" (рꙑба, "hal"). Már 1657-ben fontos városként emlegették Rîbnițat az akkori Lengyel Királyság részeként. Nagy hatással volt Nyugat-Európa erre a korábbi lengyel városra. 1793-ban, Rîbnița városát elfoglalták az oroszok a lengyelektől. 1944. március 17-én, a második világháború alatt a nácik csaknem 400 foglyot és szovjet állampolgárokat végeztek ki Rîbnița-n.[forrás?]

## Gazdaság
Rîbnițaban található Transznisztria legnagyobb vállalata,[forrás?] egy acélgyár, amely évente több mint 500 millió dollár értékű exportot termel, és hagyományosan Transznisztria GDP-jének 40-50%-át teszi ki. Más iparágak is jelen vannak a városban, beleértve a legrégebbi transznisztriai cukorgyárat (1898-ban alapítva), egy alkohollepárlót és egy cementgyárat is. A városban található még egy nagy vasútállomás, egy folyami kikötő, valamint egy "Sheriff" szupermarket.

## Emberek és kultúra
Rîbnița-nak aktív városi élete van, központjában magas épületek találhatóak. Van egy népszerű park a városi víztározó közelében, illetve számos történelmi és építészeti emlék található a városban és környékén. A város fő utcája a Győzelem utca.

### Népesség
1970-ben Rîbnița népessége 32 400 fő, 1989-ben már 61 352 fő volt. A 2004-es transznisztriai népszámlálás adatai szerint a városnak 53 648 lakosa van,köztük 11,235 moldáv, 24,989 ukrán, 11,738 orosz, 480 lengyel, 328 fehérorosz, 220 bolgár, 166 zsidó, 106 német, 96 gagauz, 71 örmény, 38 cigány és 4245 más nemzetiségű vagy be nem jelentett lakos.

### Vallás
Rîbnița-nak három imahelye van egymás mellett: egy katolikus templom, egy ortodox templom és egy zsinagóga.

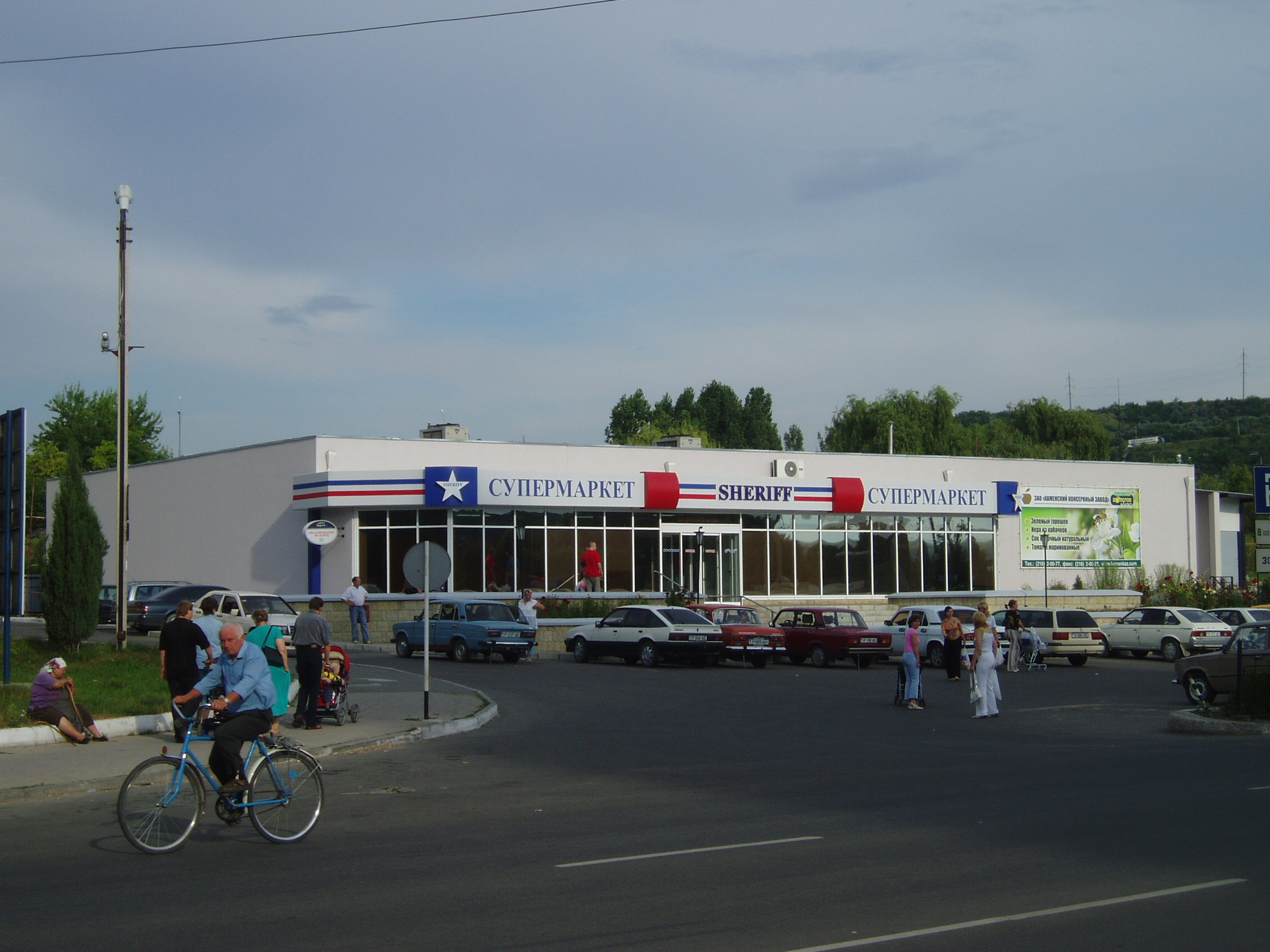
A "Sheriff" szupermarket Rîbnicában

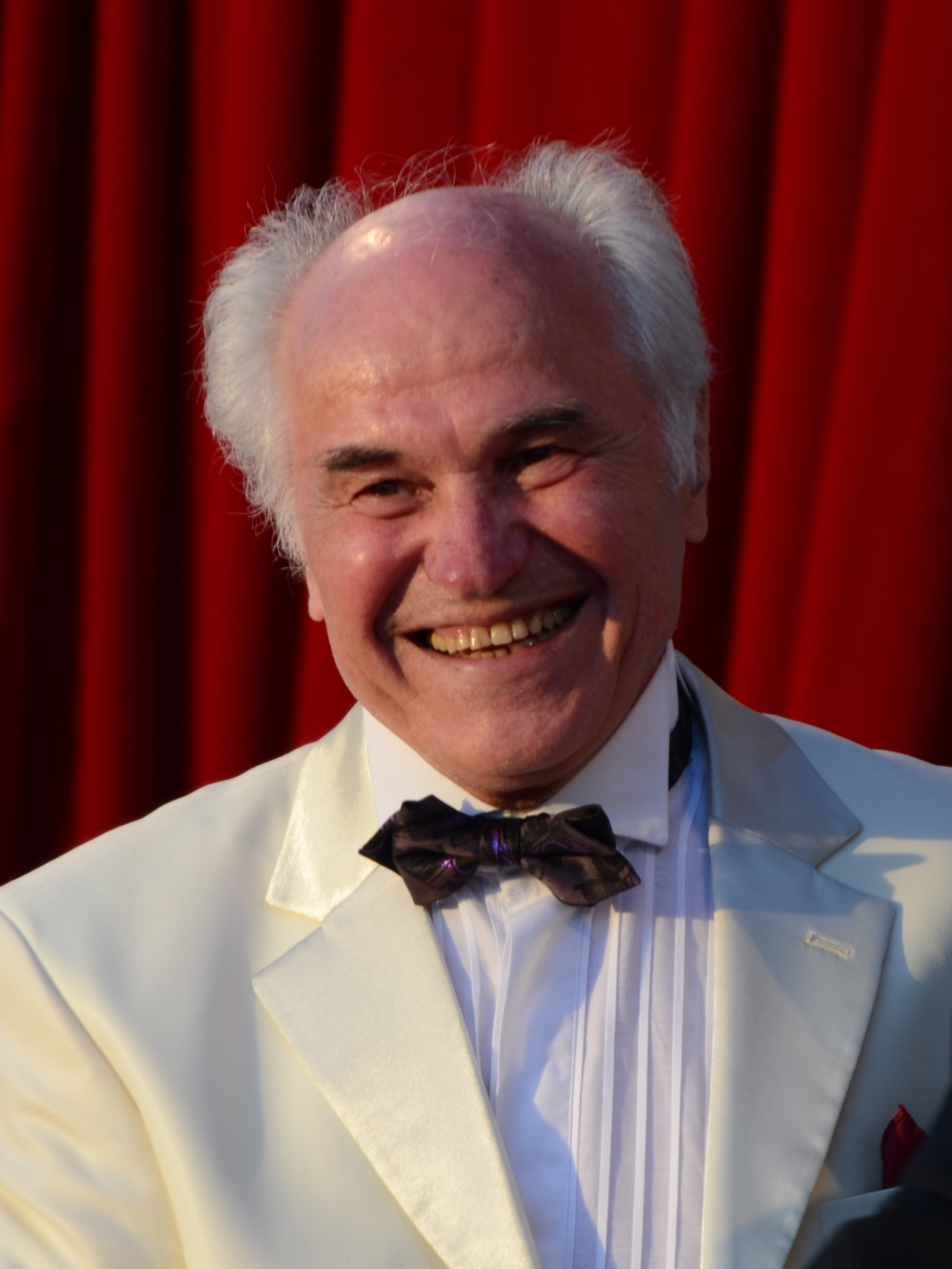
Eugen Doga

### Sport
Az FC Iskra-Stal Rîbnița a város profi futballklubja, amely a moldáv labdarúgó-bajnokság első osztályában játszik.

## Híres emberek
- Rabbi Chaim Zanvl Abramowitz, (született: 1902 Rîbnica - 1995), Ribnitzer Rebbe néven ismert
- Meir Argov (1905 Rîbnica - 1963 Izrael) cionista aktivista és izraeli politikus
- Geraszim Jakovlevics Rud (1907 Sărăţei - 1982 Kisinyov) moldovai SZSZK-politikus, a Moldovai SZSZK miniszterelnöke volt 1946 és 1958 között
- Petr Andreevics Paszkar (született 1929-ben Stroențiben) moldovai SZSZK-politikus, 1970–1976 között és 1990-ben a Moldovai SZSZK miniszterelnöke volt
- Ivan Petrovics Kalin (1935 Plopi - 2012 Kisinyov) moldovai politikus volt. Kalin 1980 és 1985 között az Elnökség elnöke volt, majd 1990-ig a Moldovai SZSZK miniszterelnöke.
- Eugen Doga (1937-ben született Mokrában) moldovai zeneszerző
- Jevgenyij Sevcsuk (1968-ban Rîbnica), Transznisztria volt elnöke
- Olena Lukash (született Rîbnicában, 1976-ban) ukrán jogász és politikus, Ukrajna volt igazságügyi minisztere, a Régiók Pártjának tagja
- Dima Kash (1989, Rîbnica), orosz származású énekes-dalszerző és rapper, a Twin Cities-ben, Minnesotában.
- Artiom Rozgoniuc (1995, Rîbnica), moldovai futballista, az FC Petrocub Hîncești csapatában játszik
- A DoReDos egy trió, amelynek tagjai Marina Djundyet, Eugeniu Andrianov és Sergiu Mîța voltak. Ők képviselték Moldovát 2018-ban, Lisszabonban, az Eurovíziós Dalfesztiválon.

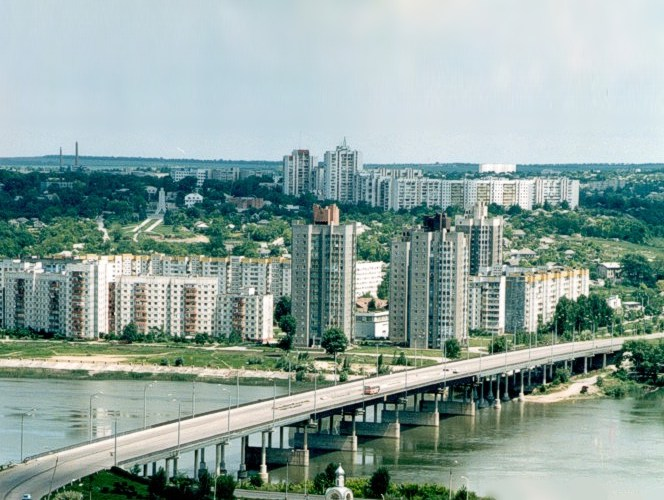
Rîbnița a Dnyeszter folyó túloldaláról nézve

## Testvérvárosok
Rîbnița testvérvárosi kapcsolatban van ezekkel a városokkal:
- Dmitrov, Oroszország
- Hola-Prisztany, Ukrajna
- Lakeland, Florida, Amerikai Egyesült Államok
- Vinnicja, Ukrajna

## Fordítás
- Ez a szócikk részben vagy egészben  a   Rîbnița című angol Wikipédia-szócikk ezen változatának fordításán alapul.  Az eredeti cikk szerkesztőit annak laptörténete sorolja fel. Ez a jelzés csupán a megfogalmazás eredetét és a szerzői jogokat jelzi, nem szolgál a cikkben szereplő információk forrásmegjelöléseként.